# ایر راروتونگا
ایر راروتونگا (به انگلیسی: Air Rarotonga) یک شرکت هواپیمایی با کد یاتا GZ است که در تاریخ ۱۹۷۸ میلادی تأسیس شده است. دفتر مرکزی ایر راروتونگا در راروتونگا، جزایر کوک واقع شده‌است و قطب این شرکت هواپیمایی در فرودگاه بین‌المللی راروتونگا قرار دارد.